# Vạn Khánh
Vạn Khánh là một xã thuộc huyện Vạn Ninh, tỉnh Khánh Hòa, Việt Nam.
Xã Vạn Khánh có diện tích 41,96 km², dân số năm 1999 là 7926 người, mật độ dân số đạt 189 người/km².